# Alois Vojtěch Šembera

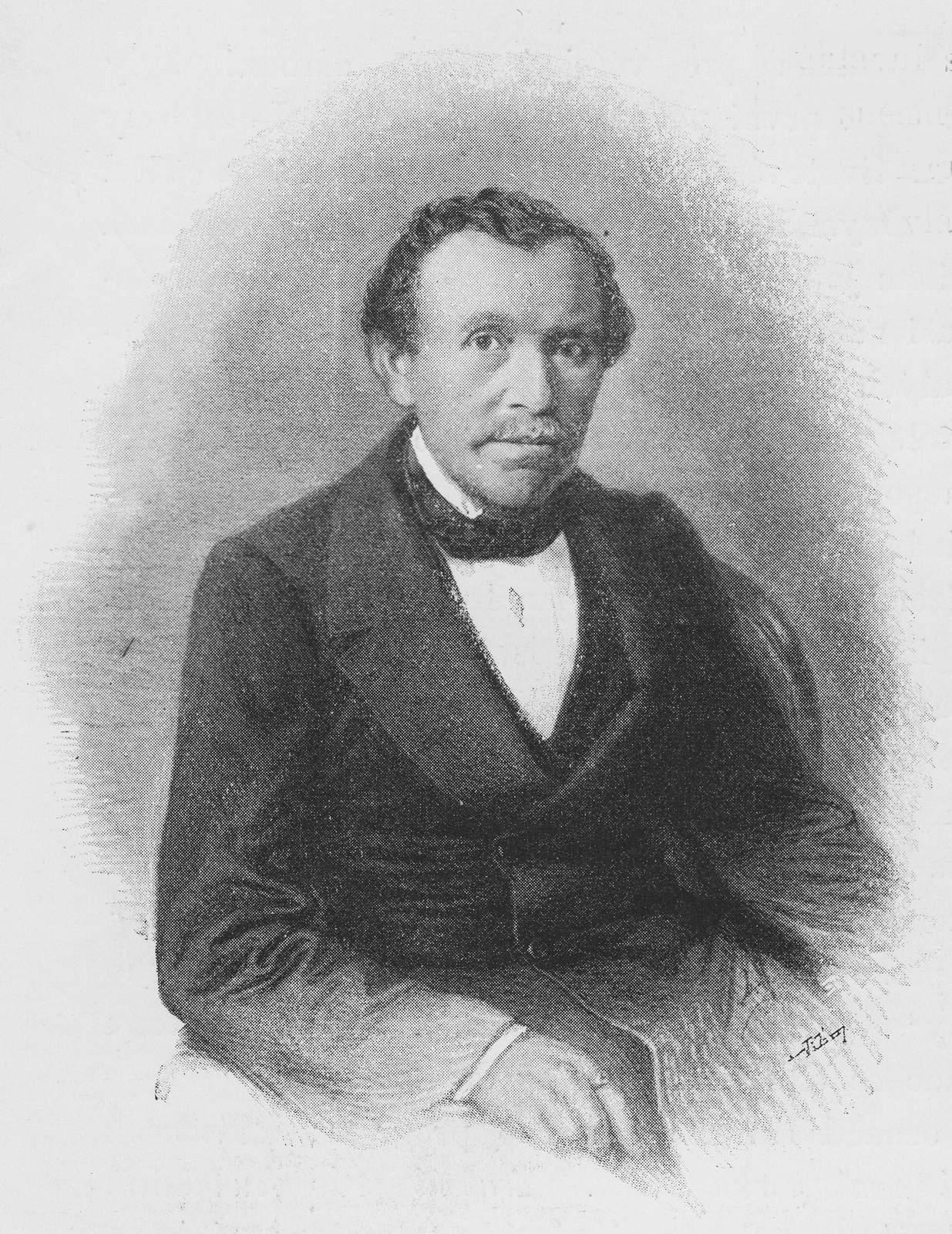
Alois Vojtěch Šembera

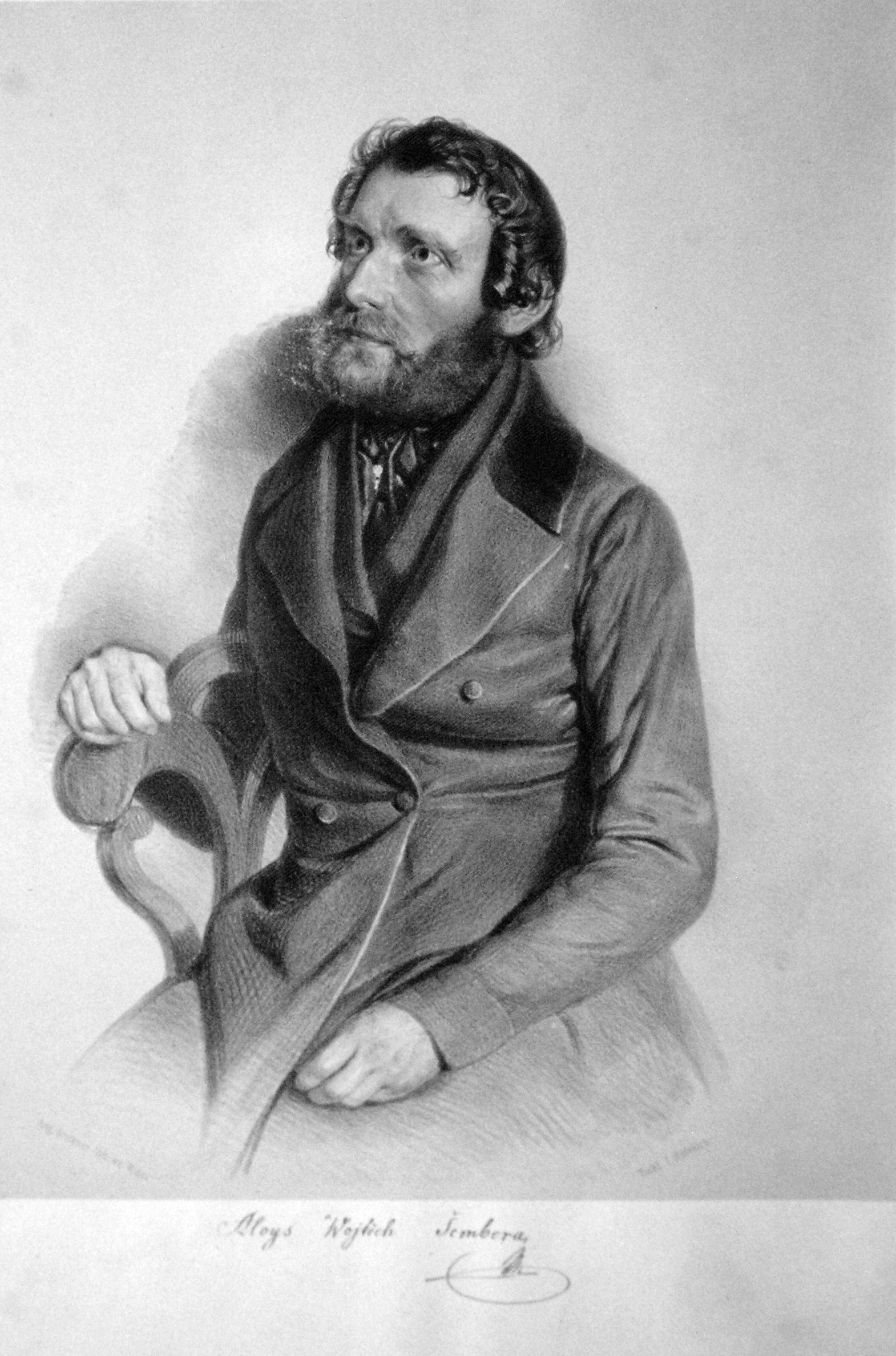
Alois Vojtěch Šembera

Alois Vojtěch Šembera, známý také pod pseudonymem Mudromil Mýtský (23. března 1807 Vysoké Mýto – 23. března 1882 Vídeň), byl jazykovědec a literární historik, profesor češtiny a české literatury na Stavovské akademii a Univerzitě v Olomouci a Vídeňské univerzitě, a také překladatel z němčiny působící na Moravě.
Jeho přednášky na Stavovské akademii, kde vedl v letech 1839–47 katedru českého jazyka a literatury, navštěvovala celá řada pozdějších významných českých vlastenců, včetně Arnošta Förchtgotta (v letech 1843–46).

## Mládí
Alois Vojtěch Šembera se narodil ve Vysokém Mýtě v početné rodině drobného řemeslníka – řemenáře. Jeho dva bratři se stali katolickými kněžími a třetí bratr se stal silničním inženýrem a výborným kreslířem. Od roku 1819 studoval Šembera na piaristickém gymnasiu v Litomyšli. Zde se seznámil s Františkem Augustem Braunerem a Františkem Matoušem Klácelem. V roce 1826 Šembera odchází studovat do Prahy filosofii a poté práva.

## Brno
Roku 1830 odchází po úspěšných studiích na Moravu do Brna, aby se tu zabýval organizováním českého národního a společenského života. Šembera zde působil jako praktikant ve věcech soudního u brněnského magistrátu. V rodinách se zde snažil učit děti češtině, zřídil si síť informátorů a spolupracovníků. Přispíval do pražských novin a časopisů. Založil Matičku moravskou – vlastně finanční fond založený na darech přátel – s jejíž pomocí vydal několik svazků od moravských autorů. Vydává i tehdy oblíbené kalendáře (Rozumný rolník, Posel z Moravy, Kalndář holomoucký na rok obyčejný 1841). Roku 1836 začíná působit i vědecky a vydává česky psanou knihu "Páni z Boskovic a hrad Bozkov na Moravě". Zasadil se i o české hraní pro české publikum v brněnském divadle a o české pojmenování ulic. Roku 1838 se mu podařilo v Brandýse nad Orlicí objevit hrobku Žerotínů s ostatky Karla staršího ze Žerotína.

## Olomouc
Roku 1839 přesídlil Šembera z Brna do Olomouce, vyhrál zde totiž konkurz na obsazení místa profesora řeči a literatury české na stavovské akademii v Olomouci. I Olomouci Šembera vydává původní práce moravských autorů (F. M. Klácel, V, Furch ad.) a edice starých památek. V Olomouci se však věnoval především pedagogické práci, distribuci českých a slovenských knih, k čemuž vytvořil rozsáhlou distribuční síť a konečně se zde věnoval publicistice a odborné práci. Pracoval na dějinách svého rodného Vysokého Mýta a Olomouce. V Olomouci působil Šembera po osm let. Poté se opět dostal do Brna, kam byla akademie přestěhována. V době revoluce roku 1848 nakrátko převzal správu moravského zemského archivu a snažil se prosadit rovnoprávnost češtiny s němčinou.

## Vídeň
Koncem roku 1849 se přestěhoval Šembera do Vídně. Zde se stal redaktorem české části říšského zákoníku a profesorem řeči a literatury české na vídeňské univerzitě. V letech 1862 až 1867 byl poslancem českého zemského sněmu. Napomohl ve Vídni i českým bohoslužbám v kostele svaté Anny. Vytvořil novodobou českou právnickou terminologii. Roku 1864 vydal knihu Základové dialektologie československé, což byl první soubor českých a slovenských nářečí. A už roku 1858 první svazek Dějin řeči a literatury československé a roku 1868 svazek druhý. Kniha byla významnou vysokoškolskou učebnicí své doby. Šembera ve třetím vydání této knihy z roku 1878 zpochybnil stáří Rukopisu zelenohorského a některé památky považoval přímo za padělky Václava Hanky a Josefa Lindy. Později označuje vše za padělky. Tím ovšem na sebe přivolal nevoli obhájců pravosti rukopisů. V té době se s jeho dcerou Zdeňkou spřátelil Tomáš Garrigue Masaryk.
Od roku 1840 se zasazoval za ochranu stavebních památek ve Vysokém Mýtě. Výsledkem byla v roce 1862 obnova Klášterské bašty, postupná záchrana dochovaných částí vnitřních městských bran – Litomyšlské, Pražské a Choceňské a nakonec i chrámu sv. Vavřince.
Pohřben je na městském hřbitově ve Vysokém Mýtě. Spolu se svou manželkou Františkou Šemberovou, roz. Ševčíkovou, měli čtyři děti: Rastislava Bedřicha (17. června 1840, Olomouc – 2. července 1840, Olomouc), Zdislavu (Zdeňku) Ludmilu, Vratislava Bedřicha Kazimíra a Přemysla Otakara Methuda (8. srpna 1846, Olomouc – 12. prosince 1849, Brno).

## Publikace
- Vysoké Mýto, Královské věnné město v Čechách. Olomouc 1845.
- Ueber die Gleichstellung der beiden Landessprachen in Mähren, 1848.
- Dějiny řeči a literatury československé. Věk starší. Od r. 58 př. Kr. do r. 1409 po Kr., 1858.
- Dějiny řeči a literatury československé. Věk novější. Od r. 1409 až do r. 1868, 1868.
- Paměti a znamenitosti města Olomouce, Vídeň, nákladem vlastním 1861.
- Západní Slované v pravěku. Vídeň, nákladem vlastním 1861.
- Obyvatelstvo české a německé na Moravě, 1873.
- Korespondence Aloise Vojtěcha Šembery, 1–5, ed. Zdeněk Fišer, Vysoké Mýto – Kojetín – Chrudim 2002–2007.